# Ethiopische kievit
De Ethiopische kievit (Vanellus melanocephalus) behoort tot de familie van kieviten en plevieren (Charadriidae).

## Verspreiding en leefgebied
Deze soort is endemisch in Ethiopië.

## Status
De grootte van de populatie is in 2021 geschat op 2.500-10.000 volwassen vogels. Op de Rode lijst van de IUCN heeft deze soort de status niet bedreigd.